# Sander Gulien
Sander Gulien (Middelburg, 1974) is een Nederlands striptekenaar. 

## Biografie
Toen Gulien tien was, begon hij met tekenen van stripverhalen. Hij was daarvoor fan van Suske en Wiske, Lucky Luke, Kuifje en Donald Duck. Vanwege zijn grote belangstelling voor deze stripfiguren wilde hij zelf ook strips gaan tekenen.
In zijn tienerjaren tekende hij vele strips, onder begeleiding van, onder anderen, Ed van Schuijlenburg. Momenteel tekent hij voor het weekblad Donald Duck. 